# Ulica Brzeska w Warszawie

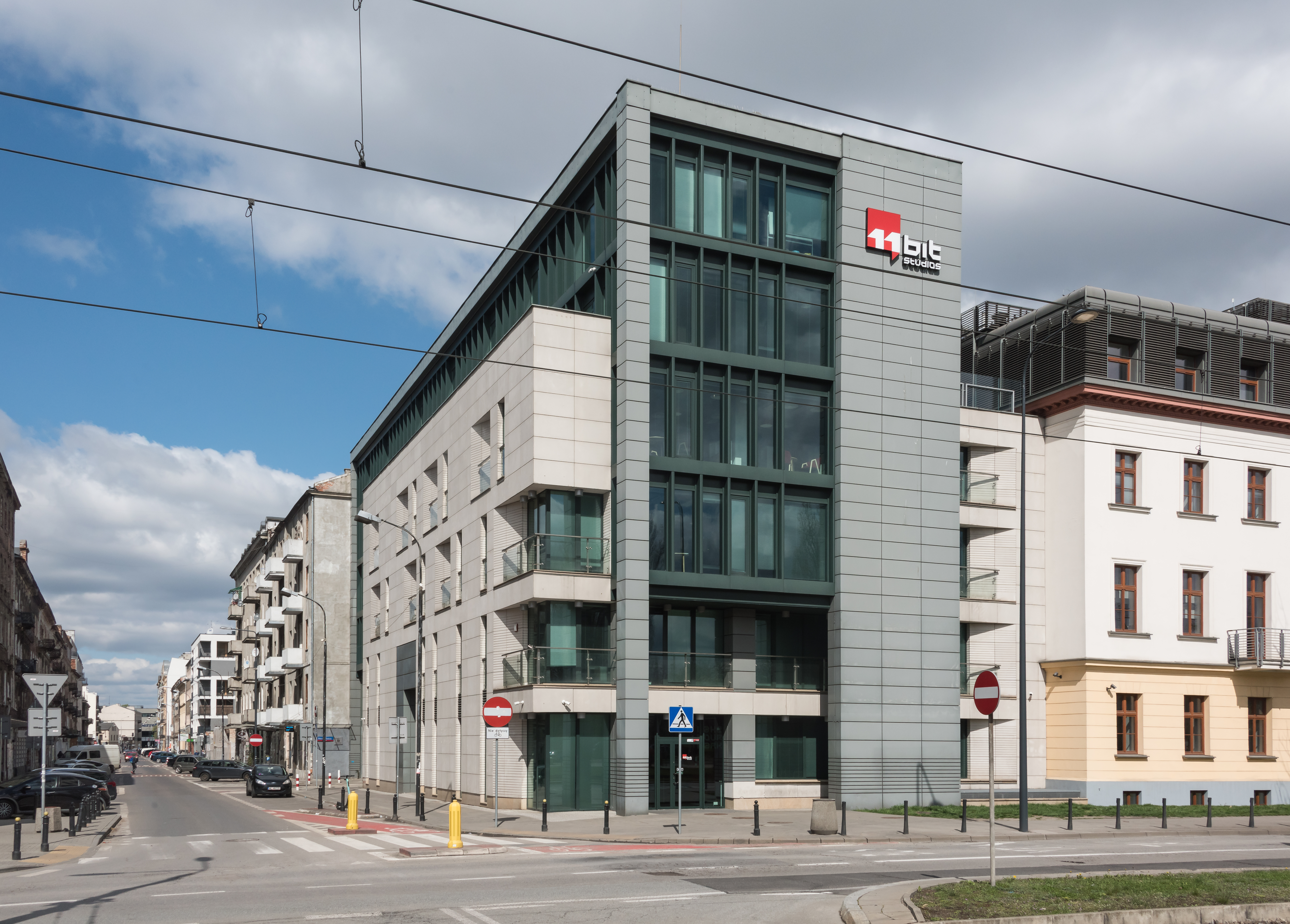
Parzysta pierzeja ul. Brzeskiej, widok z ul. Kijowskiej

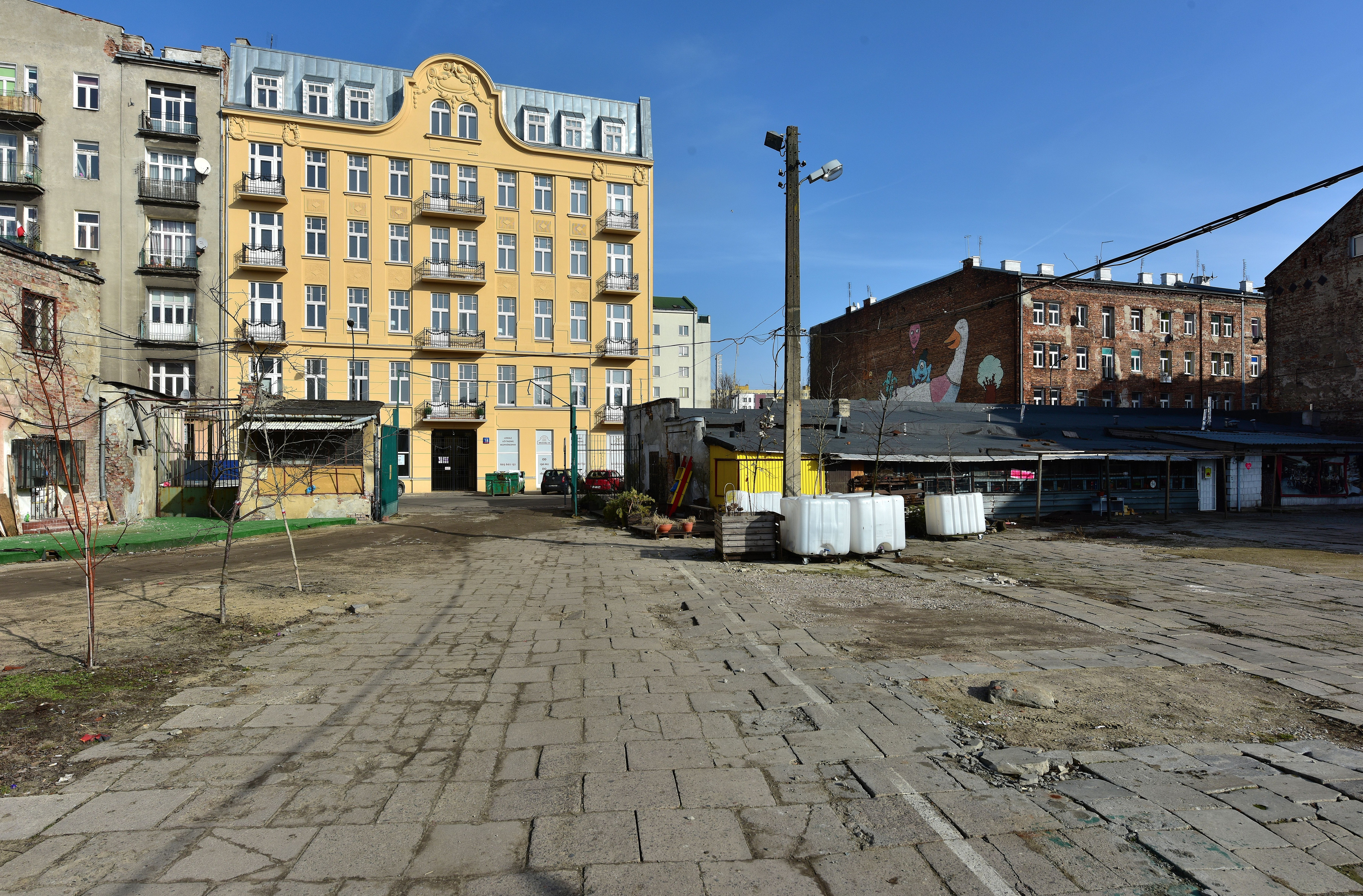
Kamienice przy ul. Brzeskiej widziane z bazaru Różyckiego, na wprost kamienica Menachema Rotlewiego (nr 18)

Ulica Brzeska – ulica w dzielnicy Praga-Północ w Warszawie. 
Ulica jest jednym z reliktów dawnej Pragi XIX i XX wieku. Jest uważana za centrum tzw. północnopraskiego trójkąta bermudzkiego czyli najniebezpieczniejszej części dzielnicy. Wyznacza także wschodnią pierzeję bazaru Różyckiego.

## Historia
Na odcinku Od ulicy Kijowskiej do ulicy Ząbkowskiej wytyczona po roku 1870, gdy odnotowano fakt wykupu gruntu przez magistrat. Po raz pierwszy pojawia się na planie z roku 1873. Została wytyczona w pobliżu Dworca Terespolskiego, nazywanego także Brzeskim. Jej zaplanowany w okresie międzywojennym odcinek do ulicy Białostockiej, który miał nosić nazwę ulicy Słonimskiej, przebito po 1945.
Najstarszym zachowanym obiektem przy ulicy jest Gmach Szkoły Technicznej Kolei Warszawsko-Terespolskiej oraz sąsiadujący z nią zespół zabudowań Szpitala Kolei Skarbowych Nadwiślańskich. Wzniesione w latach 1872–1873 według projektu Anzelma Krysińskiego. W 1910 od strony ul. Markowskiej wzniesiono neogotycką kaplicę Najświętszego Serca Pana Jezusa, ufundowaną przez siostry kanoniczki. Szpital był później rozbudowywany. 
W 1882 na posesji znajdującej się między ulicami: Targową, Ząbkowską i Brzeską otwarto istniejący do dzisiaj bazar Różyckiego.
Około 1900 na dużej posesji pomiędzy Brzeską i Markowską powstał czterokondygnacyjny młyn parowy należący do spółki Schultz i Parzyński, a około 1912 magazyn mąki. Po przejęciu za długi przez Bank Handlowy po pożarze w 1934 młyn został przekształcony w kaszarnię. Zakład zamknięto po 1970. Z obiektu zachowały się zrujnowany budynek portierni i biura znajdujący się przy ulicy. 
W latach 1905–1914 po wschodniej stronie ulicy wzniesiono kilka kamienic o wyższym standardzie. Eklektyczne fasady kamienic kontrastowały często ze skromnymi wnętrzami, a wiele kamienic posiadało kilka podwórzy. Kamienice przy Brzeskiej należały w większości do właścicieli pochodzenia żydowskiego. Zamieszkiwali je głównie kolejarze, dorożkarze i robotnicy. W latach 1905–1914 powstało przy Brzeskiej, po jej wschodniej stronie, kilka kamienic o wyższym standardzie. 
Pod nr 24 wzniesiono budynek automatycznej centrali telefonicznej, jeden z sześciu tego typu obiektów na terenie Warszawy należących do Polskiej Akcyjnej Spółki Telefonicznej (PAST). 
W czasie obrony Warszawy we wrześniu 1939 roku na ulicy wzniesiono barykadę.
W czasie powstania warszawskiego budynek PAST-y został na krótko opanowany przez żołnierzy Obwodu VI Praga Armii Krajowej w pierwszym dniu powstania warszawskiego. W ceglanej ścianie budynku zachowały się ślady kul niemieckiego ostrzału. Wydarzenia z 1 sierpnia 1944 upamiętnia napis i „kotwica” Polski Walczącej. 14 września 1944 ulica została opanowana przez oddziały 1 Armii Wojska Polskiego.
Po wojnie pod nr 29/31 działała popularna restauracja „Schron u Marynarza”, której współwłaścicielem (z Józefem Brzeskim) był ważący ponad 200 kg były marynarz Wincenty Andruszkiewicz. W wielu kamienicach funkcjonowały nielegalne punkty sprzedaży alkoholu (tzw. mety).
Po 1945 roku do kamienic przy ulicy przesiedlano osoby eksmitowane z innych lokalizacji, w tym pochodzące z marginesu społecznego, pojawili się także tzw. dzicy lokatorzy. Był to główny powód, dla którego ulica zyskała złą sławę. 
Na podwórkach kamienic pod nr 9, 11, 13, 15/17, 17a i 21 znajdują się kapliczki.
W 2009 założenie urbanistyczne ulicy Brzeskiej na odcinku pomiędzy ulicami Ząbkowską i Kijowską  zostało wpisane do rejestru zabytków.
W 2022 deweloper rozebrał zabytkowe relikty młyna parowego Schutza i Parzyńskiego (nr 8) w celu ich ponownego wkomponowania we front nowo wzniesionego w tym miejscu budynku mieszkalnego.

## Ważniejsze obiekty
- Siedziba spółki 11 bit studios (nr 2)
- Szpital im. Michała Okońskiego (nr 12)
- Bazar Różyckiego
- Zabytkowa kamienica Menachema Rotlewiego z lat 1913–1914 w stylu wczesnomodernistycznym (nr 18)[22]
- Budynek jednej z automatycznych central telefonicznych Polskiej Akcyjnej Spółki Telefonicznej, miejsce walk podczas powstania warszawskiego (nr 24)

## W kulturze masowej
- Realia ulicy Brzeskiej i tej części Warszawy podczas okupacji niemieckiej opisała w Notatkach z prawobrzeżnej Warszawy Sabina Sebyłowa, która przez większość życia mieszkała w kamienicy nr 5[23].
- W okresie PRL ulica występowała często w powieściach milicyjnych[16].
- Ulica i jej mieszkańcy zostali opisani w reportażu Barbary Łopieńskiej Ulica Brzeska (1976)[24]